# Sciurotamias forresti
Sciurotamias forresti är en däggdjursart som först beskrevs av Thomas 1922. Den ingår i släktet Sciurotamias och familjen ekorrar. IUCN kategoriserar arten globalt som livskraftig. Inga underarter finns listade i Catalogue of Life.

## Beskrivning
En jordekorre med mörkt gråbrun päls på huvudets ovansida och ryggen, som övergår till brungul på sidorna. Längs kroppsidorna går det två streck från skuldra till höft, det övre vitt, det undre mörkt.  Buken är blekt brungul, öronen brunorange och baktassarnas sulor nästan helt hårlösa. Kroppen är 19,5 till 25 cm lång, ej inräknat den 13 till 18 cm långa svansen.

## Utbredning
Denna ekorre förekommer i södra Kina i provinserna Yunnan samt Sichuan.

## Ekologi
Arten lever i klippiga områden med glest fördelade buskar på omkring 3 000 meters höjd.